# Lựa chọn cuối cùng
Lựa chọn cuối cùng là một bộ phim truyền hình được thực hiện bởi Trung tâm Phim truyền hình Việt Nam, Đài truyền hình Việt Nam do Vũ Hồng Sơn làm đạo diễn. Phim phát sóng vào lúc 20h45 từ thứ 5, 6 hằng tuần, bắt đầu từ ngày 8 tháng 7 năm 2016 và kết thúc vào ngày 1 tháng 12 năm 2016 trên kênh VTV1.

## Nội dung
Lựa chọn cuối cùng xoay quanh câu chuyện về Chủ tịch tỉnh Khắc Chính (Mạnh Cường) – một con người quyết đoán, có nhiều hoài bão, luôn mong muốn đóng góp cho sự phát triển của tỉnh nhà. Nhưng chính lúc tưởng rằng con đường đi đến vị trí Bí thư Tỉnh ủy rộng mở thì ông lại để lộ một sơ hở chí mạng đến từ những người thân trong gia đình – vợ và cậu con trai Khắc Đức (Chí Nhân). Điều đó khiến ông Chính chấp nhận thỏa hiệp để bảo vệ danh dự và sự nghiệp chính trị, bất chấp lương tâm day dứt, ám ảnh cả đời hoặc phải sửa sai đảm bảo lợi ích cho người dân – người luôn mong ngóng những cán bộ có tâm...

## Diễn viên
- Mạnh Cường trong vai Nguyễn Khắc Chính[3]
- Chí Nhân trong vai Nguyễn Khắc Đức[3]
- Thanh Sơn trong vai Nam[3]
- Minh Hà trong vai Minh An[3]
- Tạ Minh Thảo trong vai Phạm Anh Vũ[3]
- Duy Thanh trong vai Hòa Vâu[3]
- Hoàng Xuân trong vai Bà Mai
- Phương Hạnh trong vai Thủy
- Tạ Am trong vai Trần Lưu
- Bùi Xuân Thảo trong vai Quang Thái
- Chí Cường trong vai Hưng
- Huy Trinh trong vai Trường
- Xuân Tùng trong vai Bình
- Huyền Trang trong vai Ngọc
- Ngô Lệ Quyên trong vai Khuê Anh
- Hoàng Công trong vai Thiện
- Tuấn Cường trong vai Phan
- Doãn Quốc Đam trong vai Kiên
- Tạ Vũ Thu trong vai Tuấn
- Hồng Quang trong vai Hùng
- Phú Thăng trong vai Phan Văn
- Bình Xuyên trong vai Ông Hinh
- Chí Dương trong vai Huy
- Quang Lâm trong vai Hoàng
- Thanh Tùng trong vai Thạch

Cùng một số diễn viên khác....

## Ca khúc trong phim
Bài hát trong phim là ca khúc "Nếu em được chọn lựa" do Thái Thịnh sáng tác và Lệ Quyên thể hiện.

## Sản xuất
Lựa chọn cuối cùng do Vũ Hồng Sơn đảm nhận vai trò đạo diễn, sau bộ phim cùng thể loại trước đó của ông Chạy án. Bộ phim được khởi quay từ tháng 5 năm 2015 và đóng máy vào tháng 10 cùng năm. Kịch bản của phim mất ba năm để hoàn thiện. Các diễn viên chính của phim lần lượt do Chí Nhân và Minh Hà thủ vai. Hai biên kịch của phim, Chu Hồng Vân và Nguyễn Tuấn Thành đều là phóng viên thuộc báo Tuổi Trẻ; đây cũng là tác phẩm đầu tay của Tuấn Thành. Đoàn phim đã tổ chức một buổi họp báo ra mắt phim vào ngày 1 tháng 7 năm 2016.

## Giải thưởng
| Năm  | Giải thưởng    | Hạng mục                | (Người) đề cử     | Kết quả   | Tham khảo    |
| ---- | -------------- | ----------------------- | ----------------- | --------- | ------------ |
| 2016 | Giải Cánh diều | Phim truyện truyền hình | —                 | Bằng khen | [ 9 ] [ 10 ] |
| 2016 | Giải Cánh diều | Biên kịch xuất sắc      | Chu Hồng Vân      | Đoạt giải | [ 9 ] [ 10 ] |
| 2016 | Giải Cánh diều | Biên kịch xuất sắc      | Nguyễn Tuấn Thành | Đoạt giải | [ 9 ] [ 10 ] |
| 2016 | Ấn tượng VTV   | Nam diễn viên ấn tượng  | Chí Nhân          | Đề cử     | [ 11 ]       |